# Jean-Paul Thuillier
Jean-Paul Thuillier (Lione, 19 settembre 1943) è un latinista ed etruscologo francese.

## Biografia
Appassionato di sport e autore di una tesi sullo sport etrusco, è divenuto uno specialista dello sport antico. Ha svolto gli studi di scuola secondaria a Lione, dove frequentò anche i corsi di preparazione al Lycée du Parc. Studente della École normale supérieure (1963-1968), "agrégé des lettres" (1967) e membro della École française di Roma (1972-1975), è stato professore di latino e direttore del Dipartimento di scienze della Antichità alla École normale supérieure dal 1995 fino al suo pensionamento, dopo essere stato assistente, assistente professore, docente e infine professore presso l'Université Stendhal di Grenoble (1975-1995).

## Opere principali
- Les Étrusques, la fin d'un mystère ?, coll. « Découvertes Gallimard / Archéologie » (nº 89), Parigi, Éditions Gallimard, 1990 (in francese);
  - Gli Etruschi. Il mistero svelato, coll. «Universale Electa/Gallimard●Storia e civiltà» (nº 18), Trieste, Electa/Galliamrd, 1993;
- Les Jeux athlétiques dans la civilisation étrusque, Gallimard-Découvertes, Parigi, 1992 (in francese);
- Le Sport dans la Rome antique, Errance, Parigi, 1996 (in francese);
- Les Étrusques : histoire d'un peuple, Civilisations Armand Colin, Parigi, 2003 (in francese);
- Dictionnaire de l'Antiquité grecque et romaine, En Savoir Plus Hachette, Parigi, 2002 (in francese);
- Le Sport dans l'Antiquité : Égypte, Grèce et Rome (con Wolfgang Decker), Antiqua Picard, Parigi, 2004 (in francese);
- Les Étrusques, coll. « Grandes civilisations », Éditions du Chêne, Parigi 2006, ISBN 2842776585 (in francese);
- Gli etruschi. La prima civiltà italiana, Lindau, Torino 2008;
- Allez les Rouges ! Les jeux du cirque en Étrurie et à Rome, Parihi, Éditions Rue d'Ulm, 2018 (in francese).